# Grignon d'olive

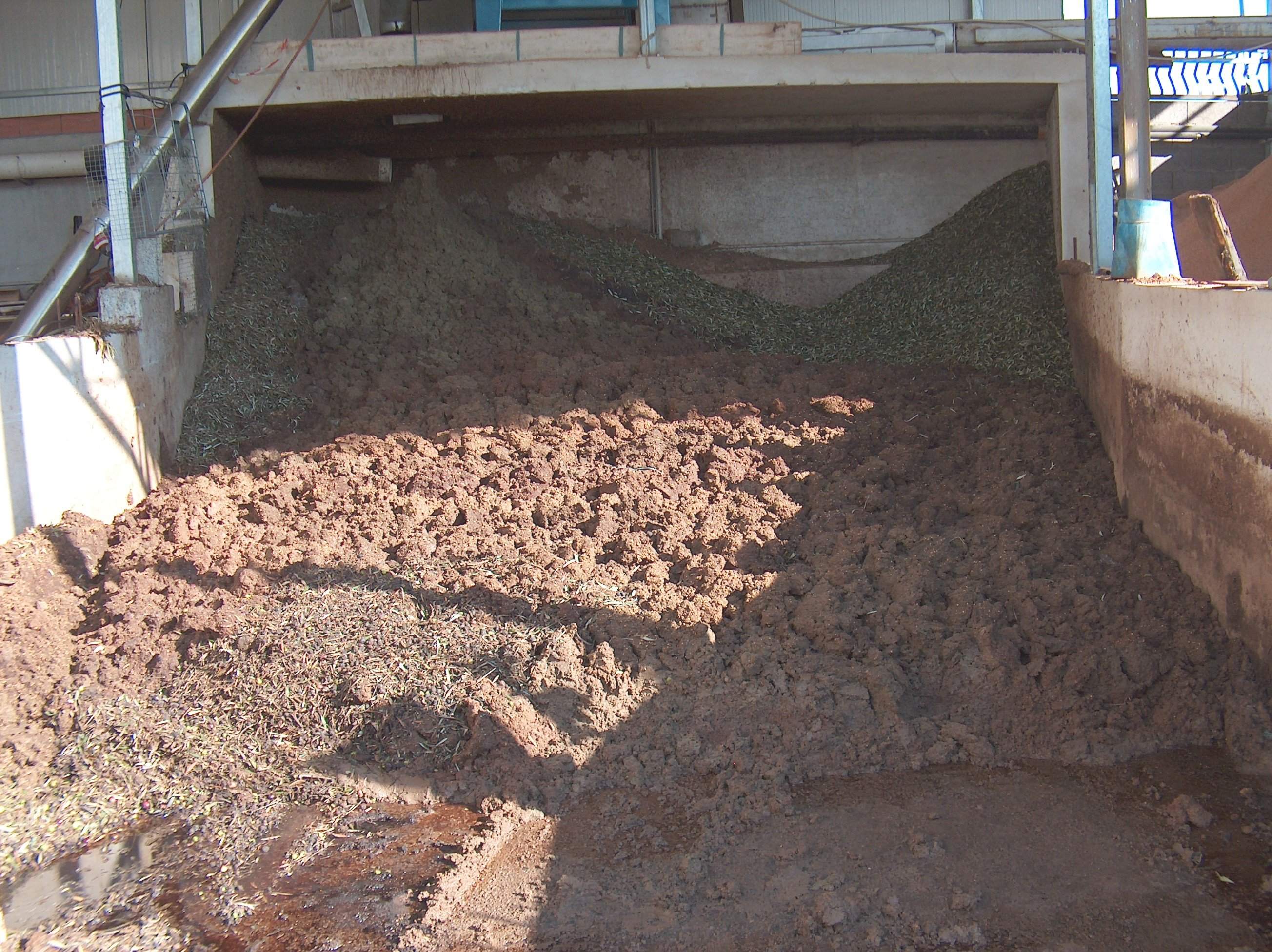
Grignons pâteux à la sortie d'un moulin à huile, après séparation des fragments de noyaux

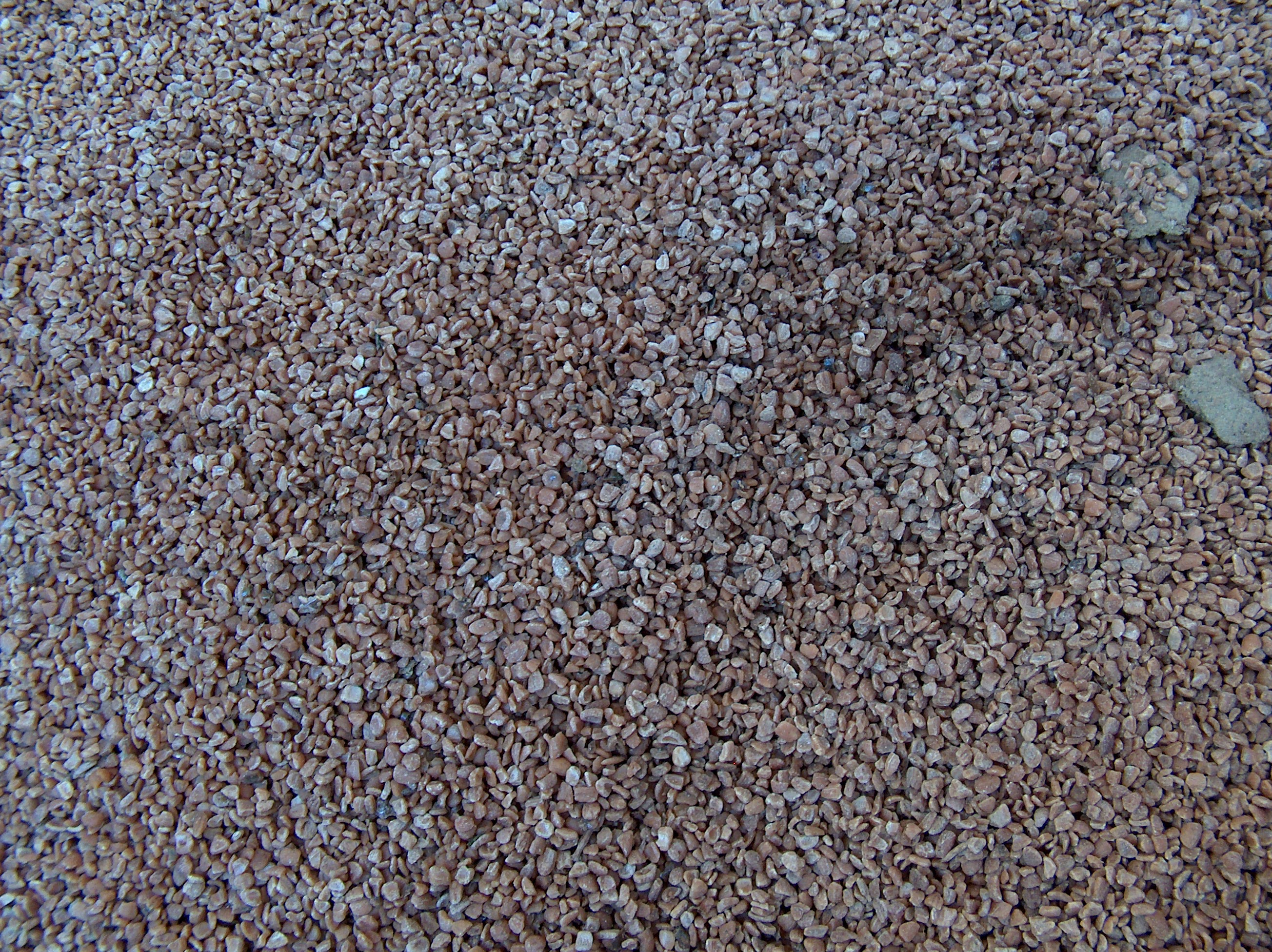
Grignon

Les grignons d'olive sont un sous-produit du processus d'extraction de l'huile d'olive composé des peaux, des résidus de la pulpe et des fragments des noyaux. Les grignons sont les résidus solides résultant de l'extraction d'huile, alors que les résidus liquides sont dénommés margines. Depuis les années 1990, où les exigences environnementales relatives aux rejets liquides à charge polluante non nulle ont pris de l'ampleur, les moulins à huile rejettent de moins en moins des margines, mais au contraire des grignons à teneur en eau plus élevée, appelés « grignons pâteux » ou « marginions » (contraction de margines et grignons, à l'instar de alperujo, contraction de alpechin et orujo en Espagne).  Le terme « grignons » est cependant le seul utilisé dans les textes réglementaires, la seule différence entre les grignons classiques et les grignons pâteux étant la teneur en eau.
Autrefois, les grignons avaient un débouché important dans l'industrie agroalimentaire, par l'extraction de l'huile résiduelle à l'aide de solvants. Celle-ci est notamment constituée de la fraction lipidique contenue dans les graines des olives, mais aussi des graisses finement émulsionnées ou liées par les énergies d'interface (tension superficielle), inaccessibles par la pression ou la centrifugation. Cette « huile de grignons d'olive brute » (catégorie 6 du règlement européen de base 2568/91, page 10), extraite grâce à des solvants, doit ensuite être raffinée pour conduire à la catégorie « huile de grignons d'olive raffinée » (catégorie 7 du règlement européen), que l'on assemble habituellement avec de l'« huile d'olive vierge » afin de produire de l'« huile de grignon d'olive » (catégorie 8), huile alimentaire bon marché. Cette huile de grignon d'olive est toujours  utilisée dans la fabrication du savon de Marseille. Les coûts des transports, la production de grignons à haute teneur en eau, issus de l'extraction par centrifugation, l'intérêt limité du marché pour l'huile de grignons ou d'olive, ont réduit la rentabilité de ce sous-produit et conduit, dans de nombreuses huileries, à rechercher d'autres débouchés.
Les utilisations principales des grignons sont les suivantes :
1. livraison aux raffineries pour l'extraction de l'huile de grignons ;
2. épandage comme amendement sur les terres agricoles, de préférence après compostage ;
3. emploi comme combustible pour le chauffage.
4. fabrication du savon de Marseille.
5. emploi dans l'alimentation du bétail, en particulier les ovins[2],[3],[4]
6. le grignon est un additif très approprié pour les unités de gazéification pour la production de biogaz[5].
7. les grignons se distillent, et on en fait une liqueur semblable à la crème de whisky, avec ajout de vanille et de caramel. C’est une boisson assez populaire au Pays Basque et plus généralement en Espagne (crema de orujo).

Actuellement sont disponibles des machines pour le traitement des grignons, qui séparent la pulpe et les fragments de noyaux. Ce traitement permet d'optimiser l'emploi du sous-produit, notamment en vue de l'utilisation comme combustible pour les fragments de noyaux, constitués de bois très dur à haut pouvoir calorifique.
La séparation des grignons permet d'obtenir un amendement de meilleure qualité avec un rapport carbone/azote plus bas pour une moindre teneur en polysaccharides structurels et en lignine.
Les grignons purs se présentent comme un très bon combustible, d'emploi facile et doté d'un pouvoir calorifique élevé, qui peut être utilisé comme substitut du bois de chauffage en granulés pour chaudières et poêles. Il est utilisé dans les moulins à huile pour réchauffer l'eau employée dans la phase de malaxage ou commercialisé comme succédané du bois en granulés. Actuellement, le prix de marché est sensiblement la moitié de celui des granulés, pour des prestations équivalentes.